# Wombridge
Wombridge – osada w Anglii, w Shropshire, w dystrykcie (unitary authority) Telford and Wrekin. Leży 20,4 km od miasta Shrewsbury i 208,8 km od Londynu. W 1931 roku civil parish liczyła 3405  mieszkańców.